# North Blyth
North Blyth – wieś w Anglii, w hrabstwie Northumberland. Leży 19 km na północ od miasta Newcastle upon Tyne i 413 km na północ od Londynu.